# Karl Nabersberg
Karl Nabersberg (* 11. Juli 1908 in Krefeld; † 15. Januar 1946 in Dachau) war ein deutscher Jugendführer und Politiker (NSDAP).

## Leben und Tätigkeit

### Frühes Leben
Nabersberg war der Sohn eines Kaufmanns. Er trat 1923 in die damalige Jugendorganisation – die Vorgängerorganisation der Hitlerjugend – der NSDAP ein. Zudem wurde er als Unterprimaner bereits Mitglied der SA.
Zum 20. Dezember 1925 schloss er sich der NSDAP an (Mitgliedsnummer 26.269). Nach dem Schulbesuch studierte er Rechtswissenschaften an den Universitäten Köln und Berlin, ohne einen Abschluss zu erlangen. In Köln betätigte er sich als Organisator des NS-Studentenbundes und war Mitbegründer der Kölner NSDAP-Ortsgruppe. 
Von 1928 bis 1929 amtierte Nabersberg als Hochschulgruppenführer des Nationalsozialistischen Deutschen Studentenbundes (NSDStB) sowie als Fraktionsführer des NSDStB im Asta der Universität Berlin.
Im Januar 1931 wurde Nabersberg Mitglied in der Reichsleitung des NSS. Zugleich wurde er zum NSS-Gauführer von Berlin-Brandenburg-Ostmark und zum Führer des Gauverbandes Ost des NSS ernannt. Ab November 1931 war er als Abteilungsleiter I Mitglied der Reichsleitung der HJ unter Adrian von Renteln sowie Stabsführer der HJ.
Ab Juli 1932 war Nabersberg im Stab der Reichsjugendführung verantwortlicher Führer des Deutschen Jungvolks in der HJ im Rang eines Gebietsführers.

### NS-Zeit
Von Januar bis Juni 1933 war Nabersberg als Obergebietsführer Leiter der Abteilung II (Personal, Strafrecht, Ausland) der Reichsjugendführung, seit April 1933 zugleich stellvertretender Leiter des Reichsausschusses der deutschen Jugendverbände, den er zuvor im Auftrag Schirachs besetzt hatte.
Anschließend leitete Nabersberg die Abteilung AR der Reichsjugendführung (Jugendauslands- und Kolonialarbeit, Rechtsfragen, Mittelstelle deutscher Jugend in Europa) sowie deren Abteilung JV (Jugendverbände).
Im Januar 1934 wurde Nabersberg als Nachfolger von Walter Kaul zum Stellvertreter des Reichsjugendführers und zum Stabsführer der Hitlerjugend ernannt. Bereits im Mai 1934 wurde er von diesen beiden Posten entlastet, die anschließend Hartmann Lauterbacher übernahm. Er blieb aber Leiter der Abteilung Ausland der Reichsjugendführung, die sich Schirach im Mai 1934 jedoch direkt unterstellte.
Im Juni 1935 wurde Nabersberg von der Leitung der Abteilungen Grenz- und Auslandsarbeit und Jugendverbände entlastet. 1936 ist er als Mitarbeiter in der Überwachungsabteilung der Reichsjugendführung nachweisbar.
Im Dezember 1937 wurde Nabersberg zum ehrenamtlichen HJ-Richter in das HJ-Obergericht berufen. 1940 wurde er zudem zum Richter/Beisitzer am Obersten Ehren- und Disziplinargerichtshof ernannt.
Nabersberg war während des Zweiten Weltkriegs Leiter der Hauptabteilung Politik im Generalbezirk Litauen.